# Interconexión eléctrica de Chile

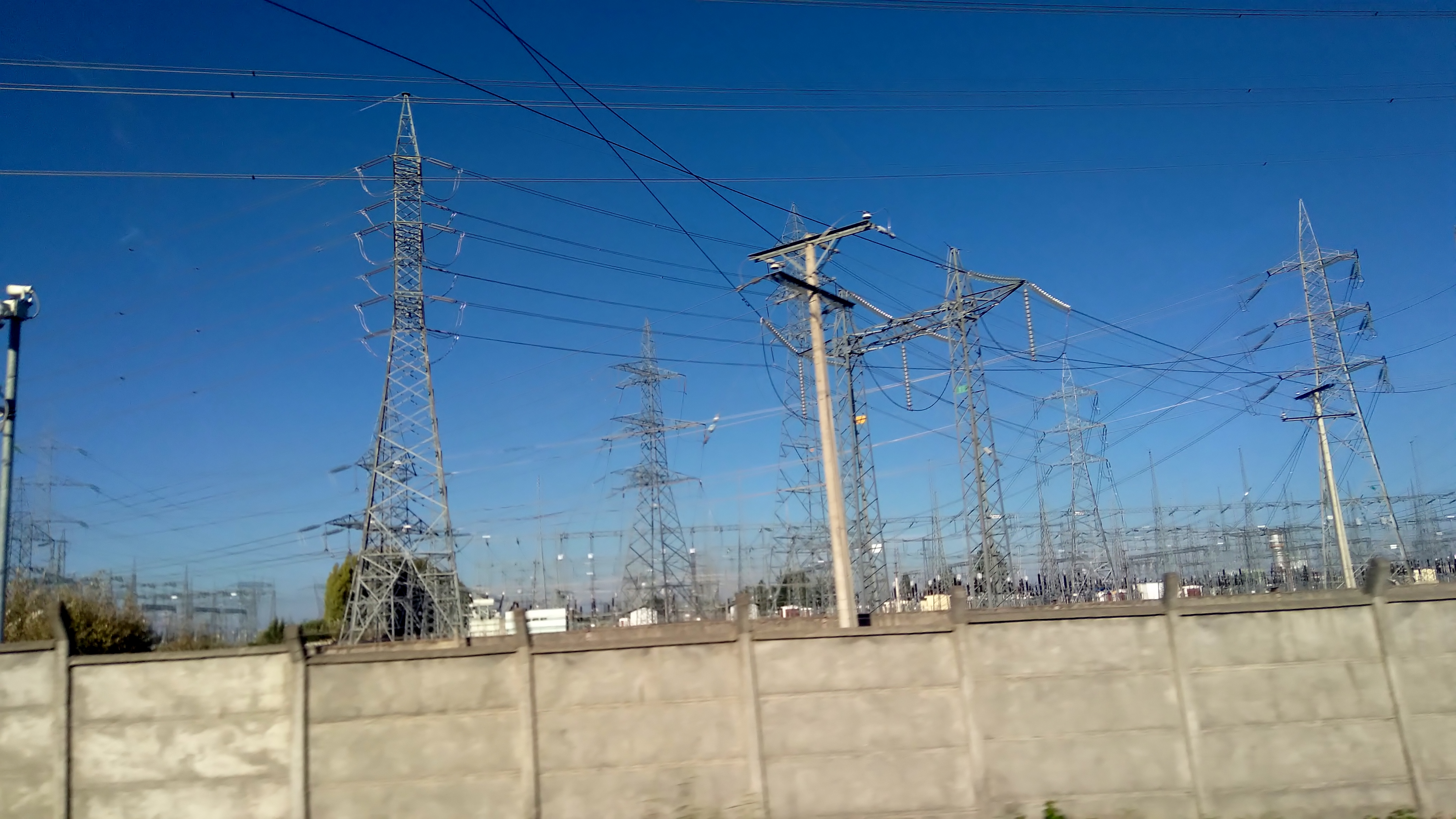
Uno de los principales nodos de la red del Sistema Interconectado Central (SIC), en la localidad de Charrúa.

En Chile existen tres sistemas de interconexión de la energía eléctrica que conectan a los centrales y empresas generadores, de transmisión y distribuidoras.
Hasta 2017 existían cuatro sistemas interconectados que operaban aisladamente de los otros, pero ese año se unieron los dos principales –el Sistema Interconectado Central (SIC) y el Sistema Interconectado del Norte Grande (SING)– en el Sistema Eléctrico Nacional (SEN). Al SEN se le suman el Sistema de Aysén (SEA) y el Sistema de Magallanes (SEM), que operan en la zona austral del país.

## Sistemas

### Sistema Eléctrico Nacional

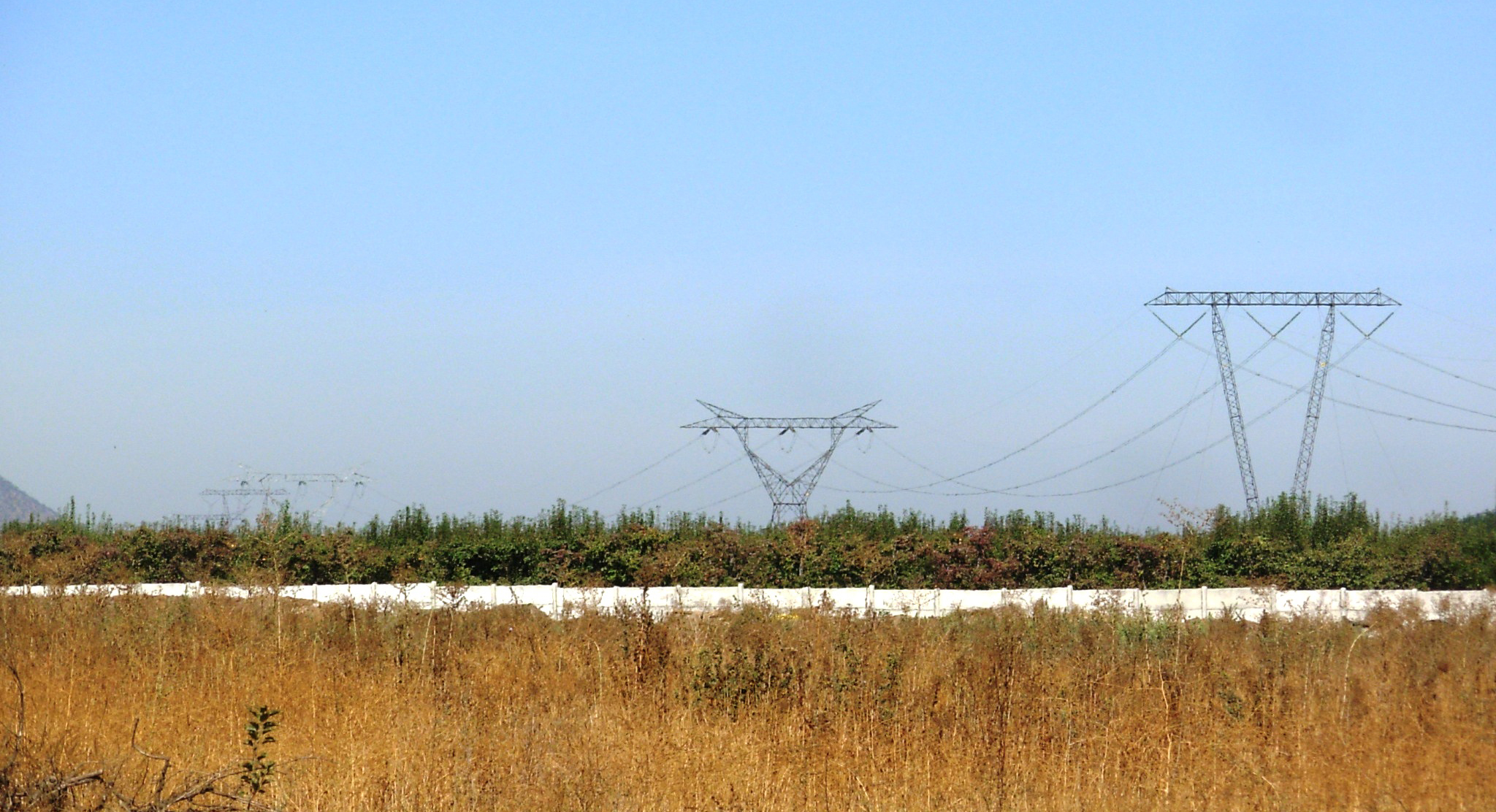
Líneas de 500 kV correspondientes al Sistema Eléctrico Nacional, en las cercanías de Rancagua.

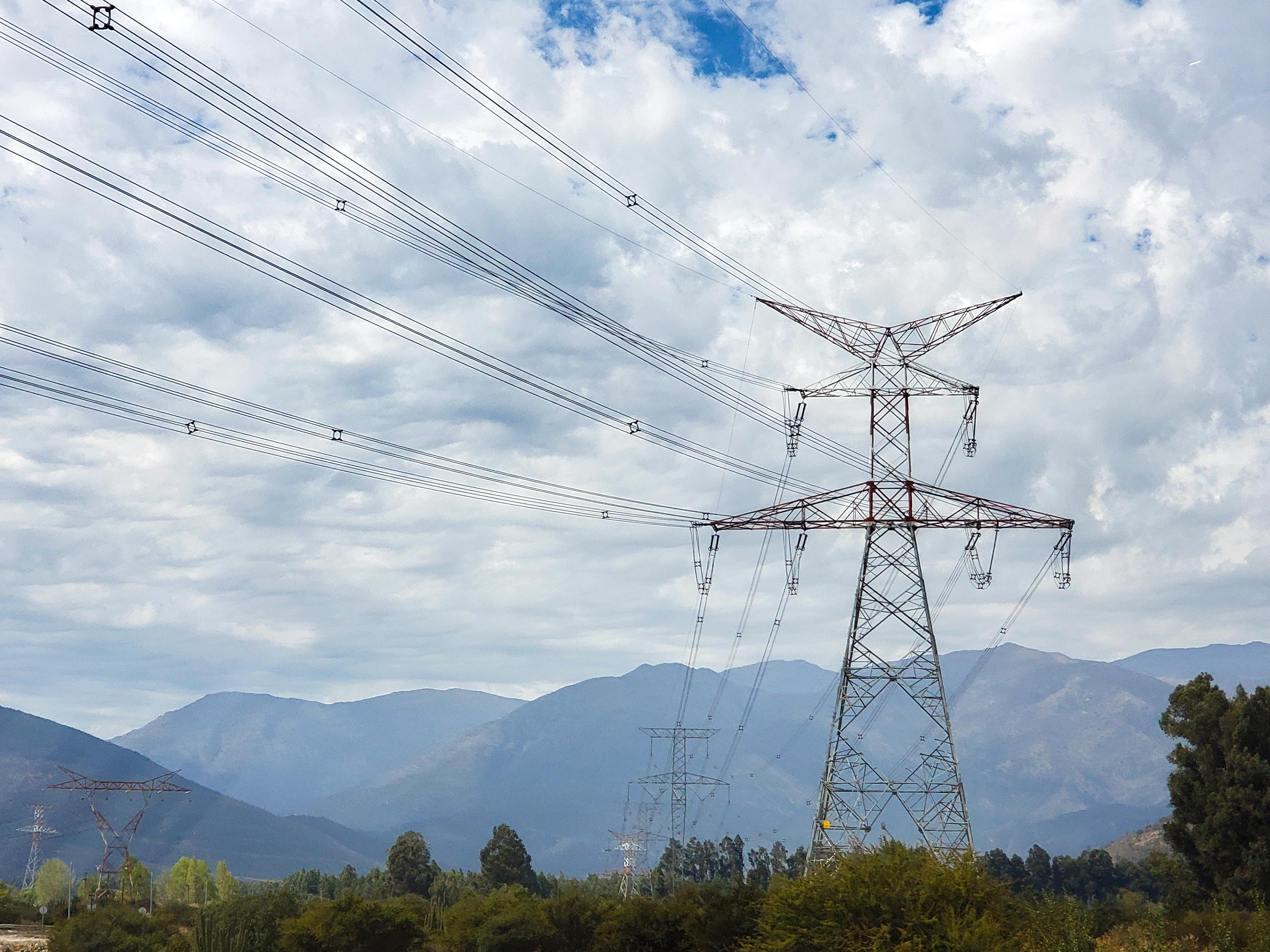
Líneas de alta tensión del Sistema Eléctrico Nacional de Chile ubicadas en el sector del río Peuco (Región de O'Higgins).

El Sistema Eléctrico Nacional (SEN) fue creado en 2017 mediante la interconexión del Sistema Interconectado Central (SIC) y el Sistema Interconectado del Norte Grande (SING). Abarca 3100 km, lo cual es gran parte del territorio de Chile, desde Arica por el norte, hasta la isla de Chiloé por el sur. Es administrado por el Coordinador Eléctrico Nacional, que es un organismo técnico e independiente, constituido en una corporación autónoma de derecho público, sin fines de lucro.

#### Historia
El SIC cubría entre la Región de Antofagasta  y la Región de Los Lagos.y se le denominaba "Sistema Interconectado Central Taltal - Chiloé". 
La creación del SIC correspondió a obras de infraestructura efectuadas por el Estado por medio de ENDESA durante los años 1940 y 1950. La preservación de la seguridad de la operación, la garantía del menor costo de operación y el derecho de servidumbre sobre los sistemas de transmisión establecidos mediante concesión, estuvieron a cargo del Centro de Despacho Económico de Carga del Sistema Interconectado Central (CDEC-SIC), creado en 1982.
El SING se extendía entre la Región de Arica y Parinacota y la Región de Antofagasta, zona denominada como Norte Grande. En 1987 se iniciaron las obras de interconexión entre CODELCO, EDELNOR y ENDESA. En 1993 empezaron a funcionar coordinadamente las instalaciones del SING, con lo cual el sistema inició sus funciones. Su coordinación estaba a cargo del Centro de Despacho Económico de Carga del SING (CDEC-SING), también creado en 1993.
El proyecto de unión del SIC y el SING fue anunciado en 2010, para aprovechar de manera más eficiente el recurso eléctrico, potenciando la competencia entre productores, con menores costos para el extremo norte del SIC, aprovechando disponibilidad de energía y menos pérdidas de transporte. La interconexión entró en operación en noviembre de 2017, siendo en una primera etapa mediante una línea de doble circuito de 200 KVA en corriente alterna. El 29 de mayo de 2019 se completa la interconexión a 500kV del Sistema Eléctrico Nacional con la puesta en operación de la Línea de Transmisión Cardones-Polpaico 2x500 kV operada por ISA Interchile, filial de Grupo ISA.

### Sistema Eléctrico de Aysén
El Sistema Eléctrico de Aysén (SEA) ubicado en la Región de Aysén y operado por EDELAYSEN (Empresa Eléctrica de Aysén S.A.) propiedad de Sociedad Austral de Electricidad Sociedad Anónima (SAESA).
A 2015, el sistema cuenta con 9 plantas de producción con una capacidad instalada de total 44 MW, de los cuales, 26,1 MW se encuentran en la comuna de Coyhaique. En esta comuna, existe una potencia de 10,1 MW sobre la base de combustibles fósiles y 16 MW en energías renovables no convencionales (ERNC), que incluyen 14 MW en centrales hidráulicas de pasada y 2 MW en centrales eólicas. Además, existen sistemas aislados (PV, mini-hidro, eólico) con una capacidad total de 128 kW (0,13 MW aproximadamente) 

### Sistema Eléctrico de Magallanes
El Sistema Eléctrico de Magallanes (SEM) ubicado en la Región de Magallanes y formado por tres subsistemas independientes: Punta Arenas, Puerto Natales y Puerto Porvenir. Es operado por EDELMAG (Empresa Eléctrica de Magallanes S.A.), propiedad del Grupo CGE.

## Capacidad instalada

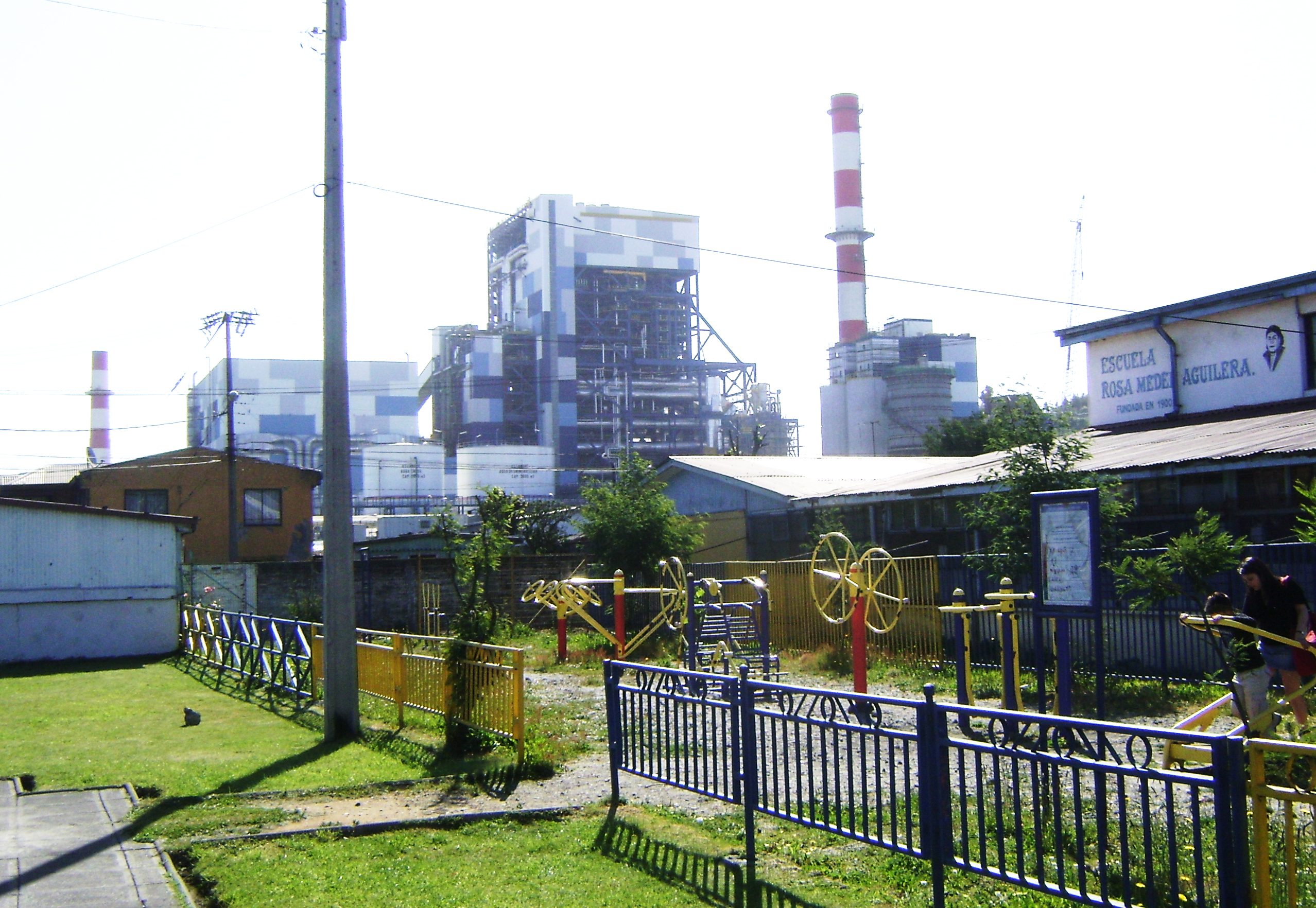
Central termoeléctrica Bocamina II, que funciona a base de carbón.

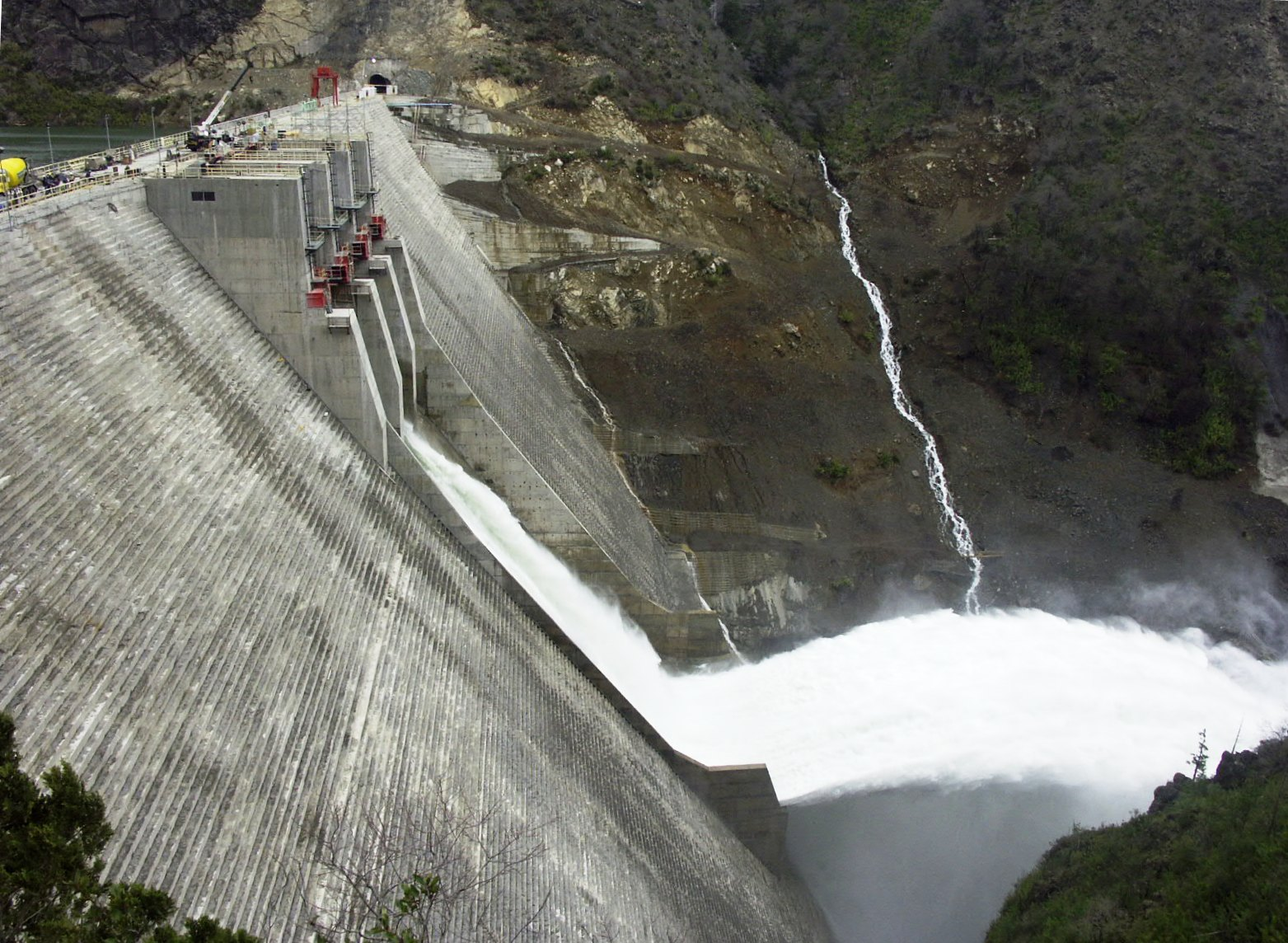
Central hidroeléctrica Ralco.

A abril de 2025, el SEN tiene una capacidad instalada de 35.584 MW, constituyendo el 99,43% del total nacional. El SEA tiene una capacidad de 74 MW (0,21%), mientras el que el SEM tiene una capacidad de 129 MW (0,36%).
| Tipo de energía       | Capacidad (MW) | Porcentaje |
| Biomasa               | 521,25         | 1,46 %     |
| Carbón                | 3754,08        | 10,49 %    |
| Eólica                | 5048,85        | 14,11 %    |
| Gas natural           | 3895,41        | 10,89 %    |
| Geotérmica            | 83,58          | 0,23 %     |
| Hidráulica de pasada  | 3996,74        | 11,17 %    |
| Hidráulica de embalse | 3530,16        | 9,86 %     |
| Petróleo diésel       | 3904,8         | 10,91 %    |
| Solar fotovoltaica    | 11051,41       | 30,88 %    |
| Total                 | 35 786         | 100,00 %   |

## Interconexiones con otros países

### Argentina
Desde abril del 1999 se inicio la operación de una línea de transmisión, propiedad de AES Gener, que interconecta al entonces SING, actualmente SEN, desde la subestación Los Andes, en la región de Antofagasta en Chile, con la subestación Cobos en la ciudad de Salta en Argentina. En la segunda mitad de la década de los 2000 se dejó de utilizar la línea por la crisis del gas argentino. Se volvió a operar en el año 2016, donde en el primer semestre vendió del orden 10 millones de dólares. Desde el año 2017 que la línea estuvo fuera de servicio hasta el año 2022, que se reactivo la transferencia de energía por la línea: exportando 80 MW desde Chile hacia Argentina en el día y en la noche importar a Chile hasta 200 MW. Esta modalidad disminuye los vertimientos de las ERNC en la horas de día y desplaza la generación diésel en la horas nocturnas.

### Perú
En 2015 se propuso la conexión de los sistemas eléctricos de Chile y Perú. Actualmente los gobiernos están trabajando en las bases técnicas, por lo que se espera que estas obras se concreten alrededor del 2020.
Hay varios interesados: EnorChile tiene un proyecto que considera levantar una planta conversora de frecuencia en suelo peruano y luego una línea eléctrica entre Tacna y Arica, con una capacidad de 100 MW y a un costo aproximado de entre US$ 80 y US$ 100 millones; por otra parte, el SINEA ha planteado la construcción de dos líneas: una corta, de rápida instalación que se extienda por 55 kilómetros entre dos subestaciones en las cercanías de Tacna y Arica y con capacidad de hasta 200 MW y una segunda línea más larga, de 607 kilómetros y capacidad de 1000 MW, que conecte la subestación Crucero en Antofagasta con la de Montalvo, en las cercanías de la ciudad peruana de Moquegua, al sur de Arequipa. En la primera de las opciones, los costos de inversión que calcula el organismo podrían moverse entre US$ 130 millones y US$ 150 millones.
A fines de 2019 se presentó un estudio binacional de la factibilidad económica de la interconexión entre Tacna y Arica. Se evaluó una línea de 220kV, de 200 MW de capacidad, con un costo aproximado de USD 57 millones, y se espera una utilización del 85%. Debido a que Perú utiliza 60Hz y Chile utiliza 50Hz en su operación, la conexión tendrá que ser utilizando una línea de transmisión de corriente continua.

## Apagones
Algunos apagones que han afectado al sistema interconectado chileno son:
| Fecha (hora local)               | Sistema | Extensión                                          | Lugar de la falla | Causa de la falla | Ref.   |
| -------------------------------- | ------- | -------------------------------------------------- | ----------------- | --- | ------ |
| 3 de julio de 2002 (10:23)       | SING    | Tarapacá y Antofagasta                             | Chuquicamata      | Desconexión por malas condiciones climáticas.                                                                                            | [ 17 ] |
| 23 de septiembre de 2002         | SIC     | Taltal a Linares                                   | Alto Jahuel       | Falta de Mantencion No Fatiga de material.                                                                                               | [ 18 ] |
| 7 de noviembre de 2003 (19:14)   | SIC     | Taltal a Curicó                                    | Quillota          | Caída de la Central Nehuenco de Colbún S.A.                                                                                              | [ 19 ] |
| 10 de abril de 2004 (01:10)      | SIC     | Copiapó a Linares                                  |                   | | [ 20 ] |
| 21 de marzo de 2005 (17:45)      | SIC     | Copiapó a Talca                                    | —                 | Disminución del envío de gas natural desde Argentina.                                                                                    | [ 21 ] |
| 8 de febrero de 2008             | SIC     | Araucanía a Los Lagos                              | Cabrero           | Falla en la subestación Charrúa. | [ 22 ] |
| 27 de febrero de 2010 (03:34)    | SIC     | Taltal a Chiloé                                    | —                 | Terremoto de magnitud 8.8 MW que azotó a Chile. Véase apagón de Chile de febrero de 2010.                                                | [ 23 ] |
| 14 de marzo de 2010 (20:50)      | SIC     | Taltal a Chiloé                                    | Cabrero           | Sobrecalentamiento de un transformador en la subestación Charrúa. Véase apagón de Chile de marzo de 2010.                                | [ 24 ] |
| 24 de septiembre de 2011 (20:35) | SIC     | Coquimbo a Linares                                 | Linares           | Falla en transformador y caída del sistema informático de recuperación automatizado en subestación Ancoa. Véase apagón de Chile de 2011. | [ 25 ] |
| 25 de febrero de 2025 (15:16)    | SEN     | Región de Arica y Parinacota a Región de los Lagos | Coquimbo          | Falla en línea de transmisión entre subestaciones Nueva Maitencillo - Nueva Pan de Azúcar. Véase apagón de Chile de 2025.                | [ 26 ] |